# 李光根
李 光根（リ・グァングン、朝鮮語: 리광근、1954年 - ）は、朝鮮民主主義人民共和国の政治家。対外経済副相(対外経済省次官)。朝鮮合営投資委員会委員長、朝鮮労働党統一戦線部副部長、貿易相などを歴任。

## 経歴
1954年に咸鏡南道で生まれた。その後、金日成総合大学でドイツ語を学んだ。1982年に駐バングラデシュ大使館に勤務し、1995年にドイツ利益代表部経済参事に転じた。1998年に平壌総合設備輸出入会社副社長に就任し、1999年に同社社長に昇進した。2000年12月に貿易相に任命され、2001年4月から朝鮮シリア親善協会委員長、同年7月に朝鮮民主主義人民共和国サッカー協会委員長を兼任した。2002年3月に経済代表団団長として、スウェーデン・イギリスなどの欧州各国を歴訪した。2003年10月に訪朝した、セルゲイ・ダリキン沿海地方知事と会談し、沿海地方での貿易などでの協力などについて討議した。同年8月に最高人民会議第11期代議員に選出され、同議会で貿易相に再任された。2004年4月に貿易相を解任された。李と親しかった張成沢が2004年に失脚したため、李も左遷されたという。その後、朝鮮労働党統一戦線部副部長に就任し、2012年に外資誘致の窓口である朝鮮合営投資委員会委員長に任命された。同年8月に張成沢国防委員会副委員長が訪中した際に随行し、中国に借款形式での経済支援を要請したとされる。2014年6月に対外経済副相に転じ、2017年に訪朝したロシア内務省のドミトリー・ジェミジェンコ移民問題総局副総局長との間に、労働者派遣に関する議定書に調印した。

## 参考サイト
북한정보포털
| 先代姜正模 | 貿易相2000年 - 2004年 | 次代林景万 |

| 先代 | 朝鮮民主主義人民共和国サッカー協会会長2001年 - 2006年 | 次代林景万 |

| 先代李徹 | 朝鮮合営投資委員会委員長2012年 - 2014年 | 次代改編 |